# Termes-d'Armagnac
Pour les articles homonymes, voir Termes et Armagnac.
Termes-d'Armagnac est une commune française située dans l'ouest du département du Gers en région Occitanie. Sur le plan historique et culturel, la commune est dans le pays du Val d'Adour, un territoire qui s’allonge dans la moyenne vallée de l’Adour, à l’endroit où le fleuve marque un coude entre Bigorre et Gers.
Exposée à un climat océanique altéré, elle est drainée par l'Adour, l'Izaute, le ruisseau de la Palue, le ruisseau de Vielcapet et par divers autres petits cours d'eau. La commune possède un patrimoine naturel remarquable : un site Natura 2000 (la « vallée de l'Adour ») et quatre zones naturelles d'intérêt écologique, faunistique et floristique.
Termes-d'Armagnac est une commune rurale qui compte 199 habitants en 2022, après avoir connu un pic de population de 543 habitants en 1891.  Ses habitants sont appelés les Termois ou  Termoises.
Le patrimoine architectural de la commune comprend un immeuble protégé au titre des monuments historiques : la tour, classée en 1962.

## Géographie

### Localisation
Termes-d'Armagnac est une commune située en Armagnac sur le vignoble des Côtes-de-Saint-Mont.

### Communes limitrophes
Les communes limitrophes sont Bouzon-Gellenave, Fustérouau, Izotges, Pouydraguin, Sarragachies, Sorbets et Tasque.
|              | Sorbets           | Fustérouau       |
| Sarragachies | Termes-d'Armagnac | Bouzon-Gellenave |
| Izotges      | Tasque            | Pouydraguin      |

### Géologie et relief
Termes-d'Armagnac se situe en zone de sismicité 2 (sismicité faible).

### Hydrographie

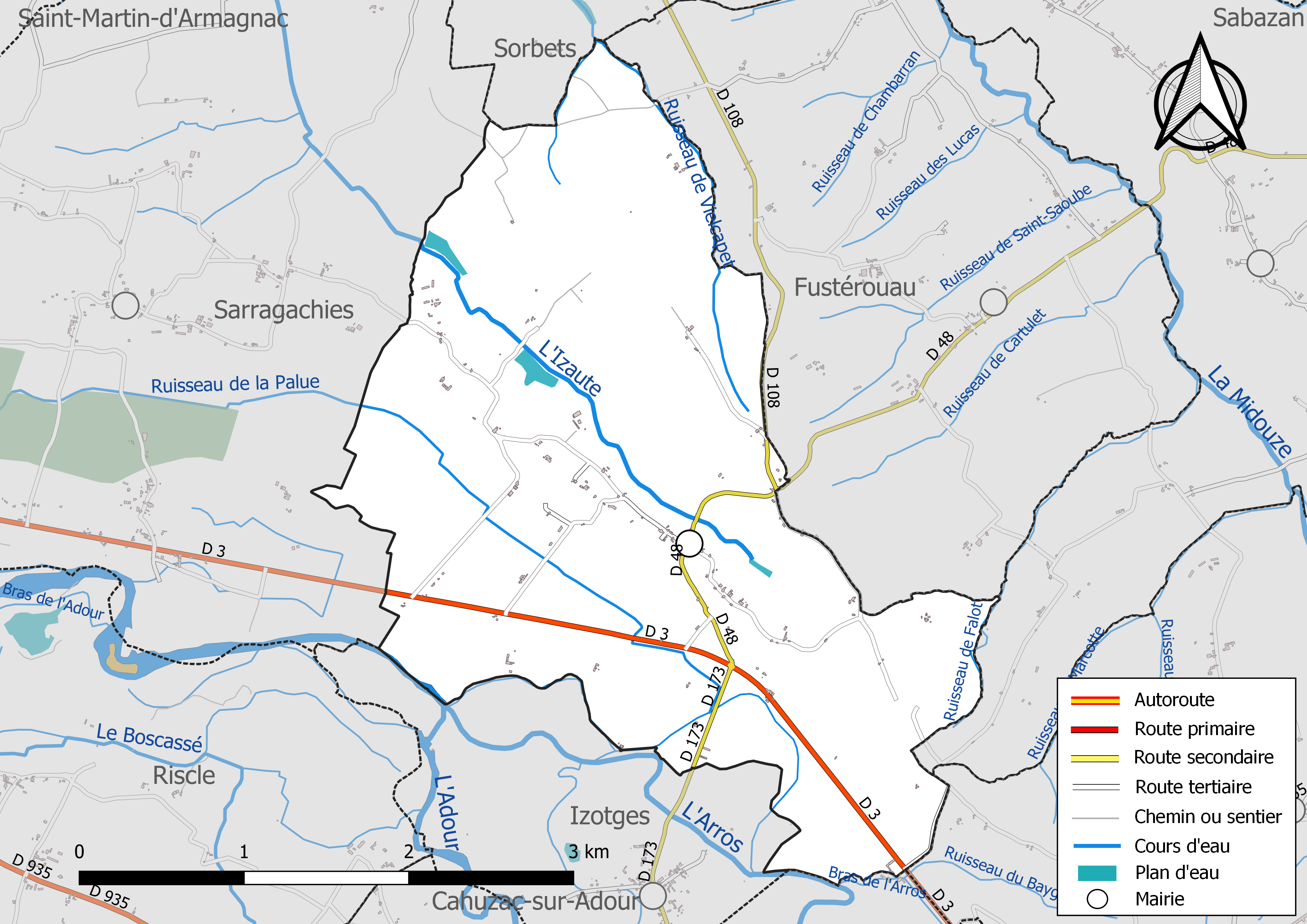
Réseaux hydrographique et routier de Termes-d'Armagnac.

La commune est dans le bassin de l'Adour, au sein du bassin hydrographique Adour-Garonne. Elle est drainée par l'Adour, l'Izaute, le ruisseau de la Palue, le ruisseau de Vielcapet, le ruisseau de Falot, et par divers petits cours d'eau, qui constituent un réseau hydrographique de 12 km de longueur totale,.
L'Adour, d'une longueur totale de 308,8 km, prend sa source dans la commune d'Aspin-Aure et s'écoule vers le nord. Il traverse la commune et se jette dans le golfe de Gascogne à Bayonne, après avoir traversé 118 communes.
L'Izaute, d'une longueur totale de 37,5 km, prend sa source dans la commune de Dému et s'écoule vers le nord. Il traverse la commune et se jette dans la Gélise à Castelnau d'Auzan Labarrère, après avoir traversé 11 communes.

### Climat
Pour des articles plus généraux, voir Climat de l'Occitanie et Climat du Gers.
En 2010, le climat de la commune est de type climat océanique altéré, selon une étude s'appuyant sur une série de données couvrant la période 1971-2000. En 2020, Météo-France publie une typologie des climats de la France métropolitaine dans laquelle la commune est toujours exposée à un climat océanique altéré et est dans la région climatique Aquitaine, Gascogne, caractérisée par une pluviométrie abondante au printemps, modérée en automne, un faible ensoleillement au printemps, un été chaud (19,5 °C), des vents faibles, des brouillards fréquents en automne et en hiver et des orages fréquents en été (15 à 20 jours).
Pour la période 1971-2000, la température annuelle moyenne est de 13,3 °C, avec une amplitude thermique annuelle de 15,5 °C. Le cumul annuel moyen de précipitations est de 924 mm, avec 10,9 jours de précipitations en janvier et 6,8 jours en juillet. Pour la période 1991-2020, la température moyenne annuelle observée sur la station météorologique la plus proche, située sur la commune de Maumusson-Laguian à 10 km à vol d'oiseau, est de 14,1 °C et le cumul annuel moyen de précipitations est de 1 021,5 mm,. Pour l'avenir, les paramètres climatiques de la commune estimés pour 2050 selon différents scénarios d'émission de gaz à effet de serre sont consultables sur un site dédié publié par Météo-France en novembre 2022.

### Milieux naturels et biodiversité

#### Réseau Natura 2000

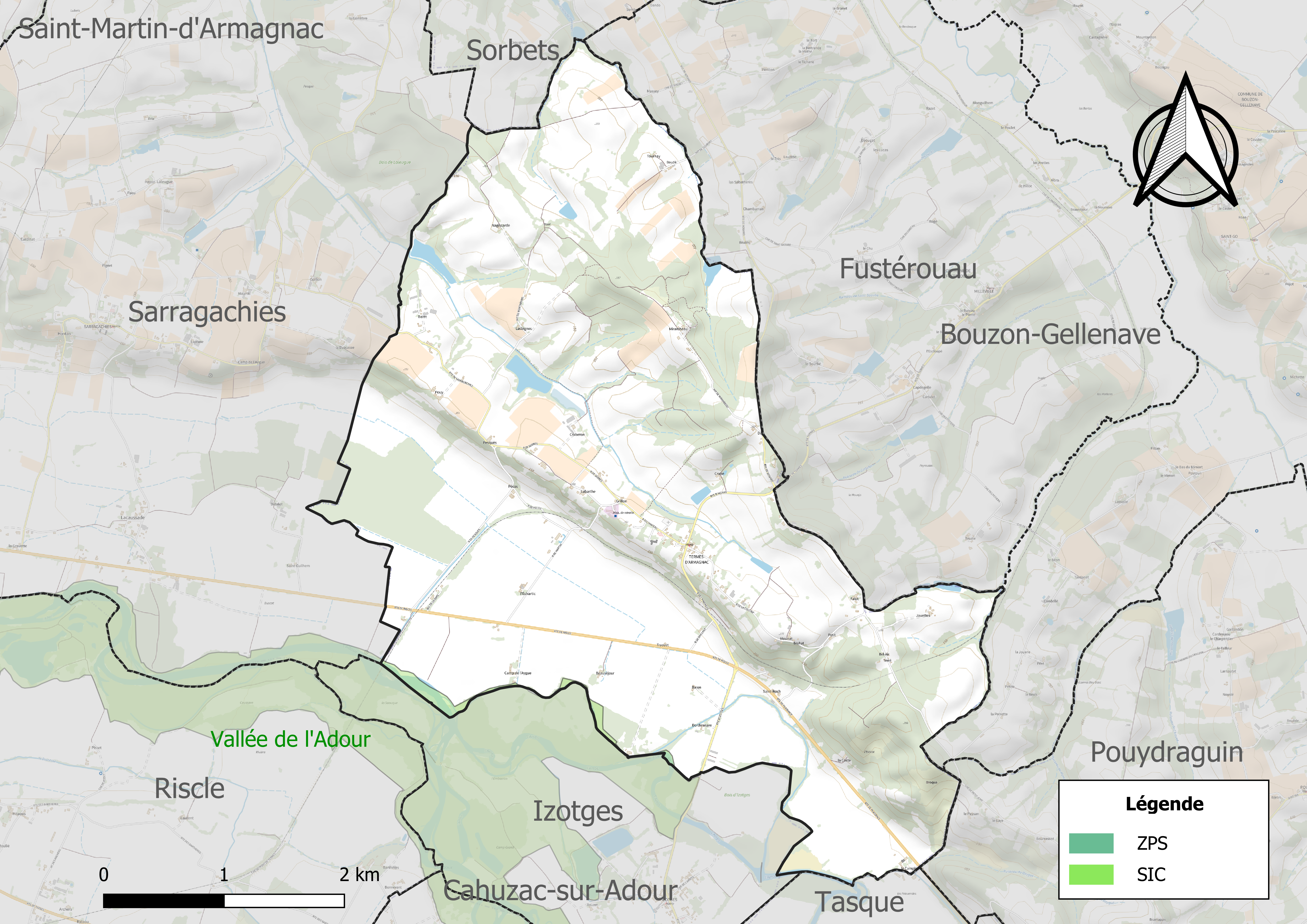
Site Natura 2000 sur le territoire communal.

Le réseau Natura 2000 est un réseau écologique européen de sites naturels d'intérêt écologique élaboré à partir des directives habitats et oiseaux, constitué de zones spéciales de conservation (ZSC) et de zones de protection spéciale (ZPS).
Un site Natura 2000 a été défini sur la commune au titre de la directive habitats : la « vallée de l'Adour », d'une superficie de 2 694 ha, un espace où les habitats terrestres et aquatiques abritent une flore et une faune remarquable et diversifiée, avec la présence de la Loutre et de la Cistude d'Europe.

#### Zones naturelles d'intérêt écologique, faunistique et floristique
L’inventaire des zones naturelles d'intérêt écologique, faunistique et floristique (ZNIEFF) a pour objectif de réaliser une couverture des zones les plus intéressantes sur le plan écologique, essentiellement dans la perspective d’améliorer la connaissance du patrimoine naturel national et de fournir aux différents décideurs un outil d’aide à la prise en compte de l’environnement dans l’aménagement du territoire.
Une ZNIEFF de type 1 est recensée sur la commune :
« l'Adour, de Bagnères à Barcelonne-du-Gers » (2 786 ha), couvrant 59 communes dont 18 dans le Gers, une dans les Landes et 40 dans les Hautes-Pyrénées et trois ZNIEFF de type 2, : 
- l'« Adour et milieux annexes » (3 634 ha), couvrant 60 communes dont 18 dans le Gers, une dans les Landes et 41 dans les Hautes-Pyrénées[18] ;
- le « cours de l'Arros » (1 675 ha), couvrant 41 communes dont 20 dans le Gers et 21 dans les Hautes-Pyrénées[19] ;
- le « réseau hydrographique du Midou et milieux annexes » (6 344 ha), couvrant 43 communes dont 37 dans le Gers et six dans les Landes[20].

Carte des ZNIEFF de type 1 et 2 à Termes-d'Armagnac.
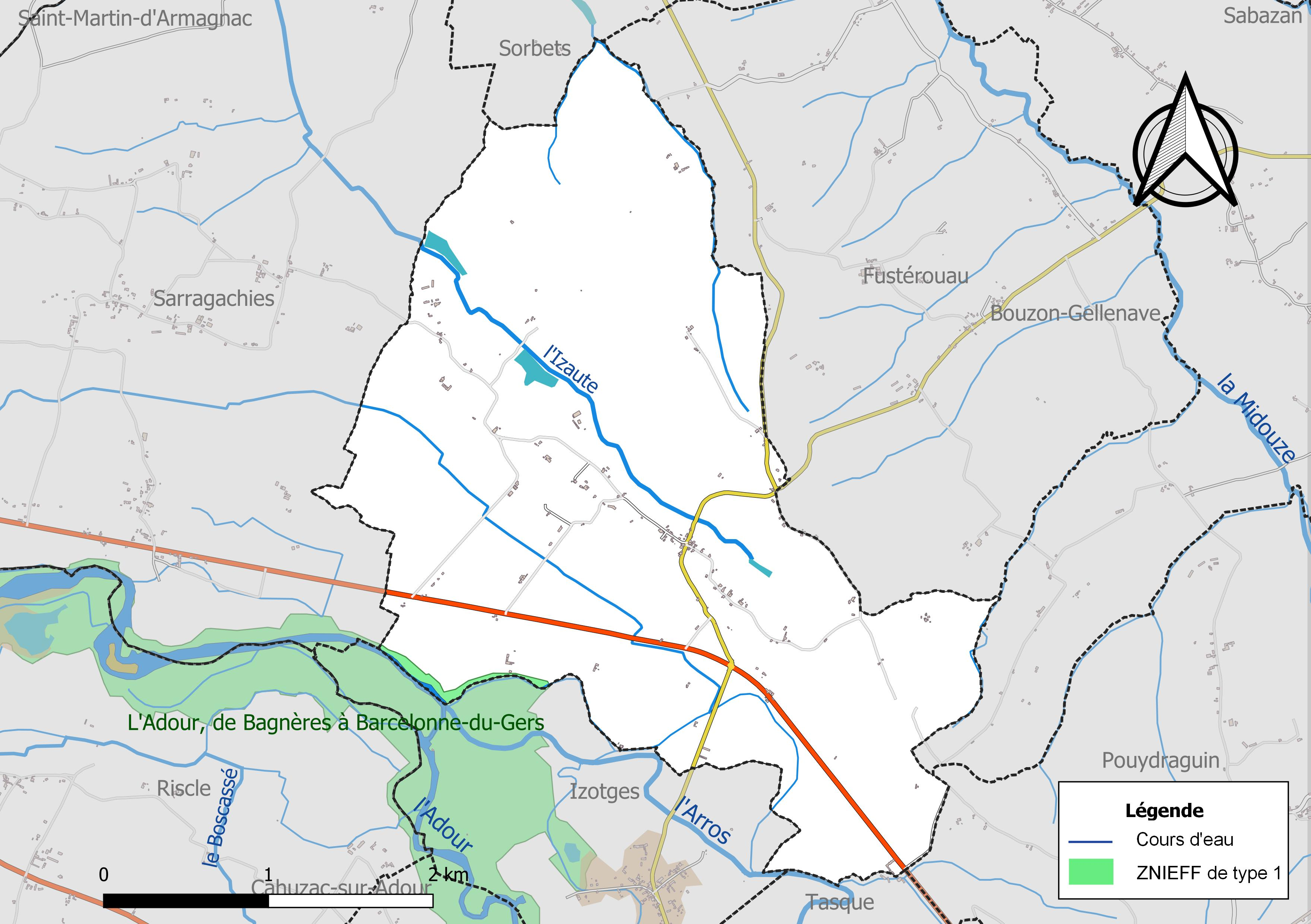
Carte de la ZNIEFF de type 1 sur la commune.
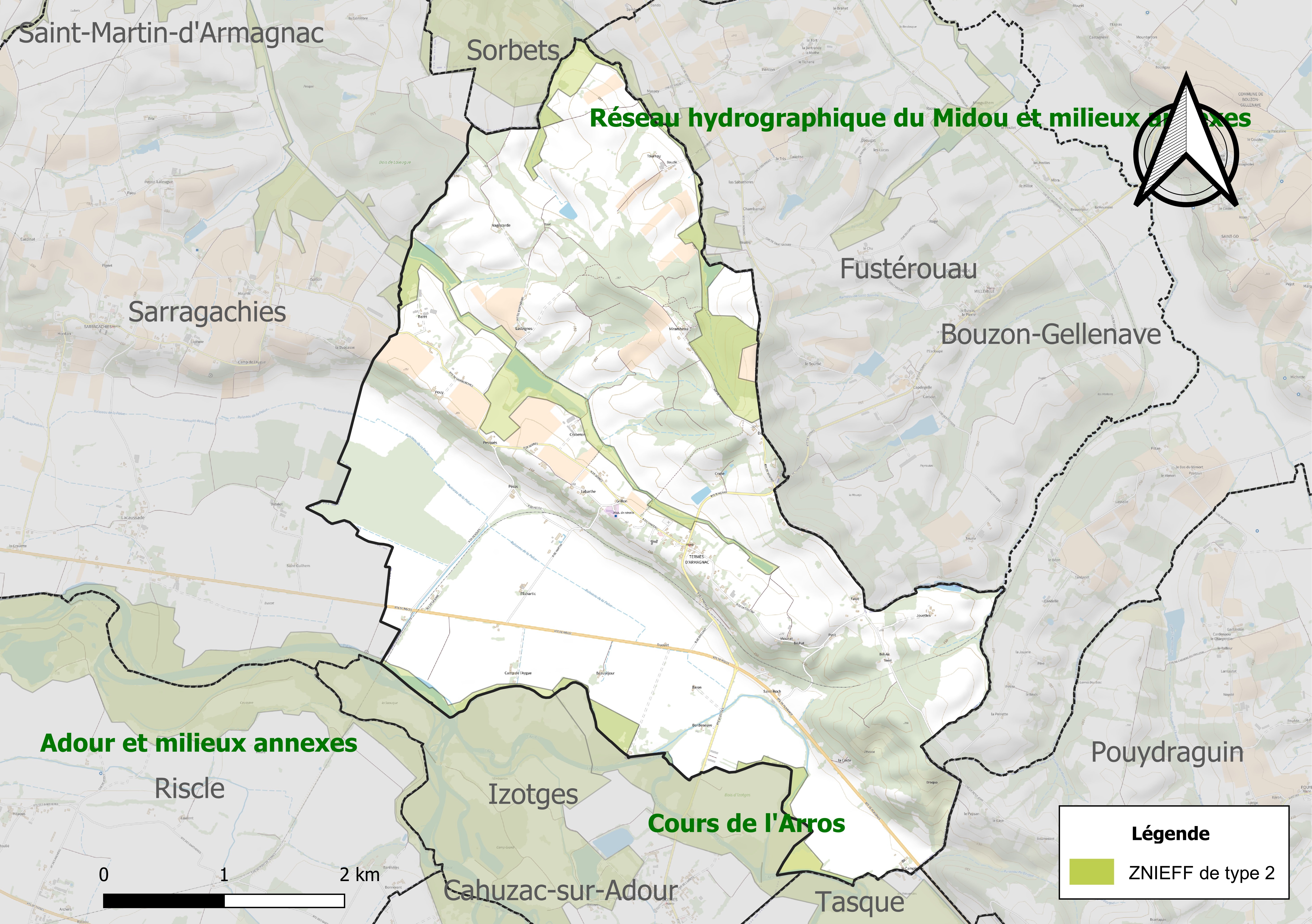
Carte des ZNIEFF de type 2 sur la commune.

## Urbanisme

### Typologie
Au 1er janvier 2024, Termes-d'Armagnac est catégorisée commune rurale à habitat très dispersé, selon la nouvelle grille communale de densité à sept niveaux définie par l'Insee en 2022.
Elle est située hors unité urbaine et hors attraction des villes,.

### Occupation des sols
L'occupation des sols de la commune, telle qu'elle ressort de la base de données européenne d’occupation biophysique des sols Corine Land Cover (CLC), est marquée par l'importance des territoires agricoles (79,5 % en 2018), une proportion sensiblement équivalente à celle de 1990 (80,1 %). La répartition détaillée en 2018 est la suivante : 
terres arables (42 %), zones agricoles hétérogènes (30,2 %), forêts (20,5 %), cultures permanentes (4,2 %), prairies (3,1 %). L'évolution de l’occupation des sols de la commune et de ses infrastructures peut être observée sur les différentes représentations cartographiques du territoire : la carte de Cassini (XVIIIe siècle), la carte d'état-major (1820-1866) et les cartes ou photos aériennes de l'IGN pour la période actuelle (1950 à aujourd'hui).

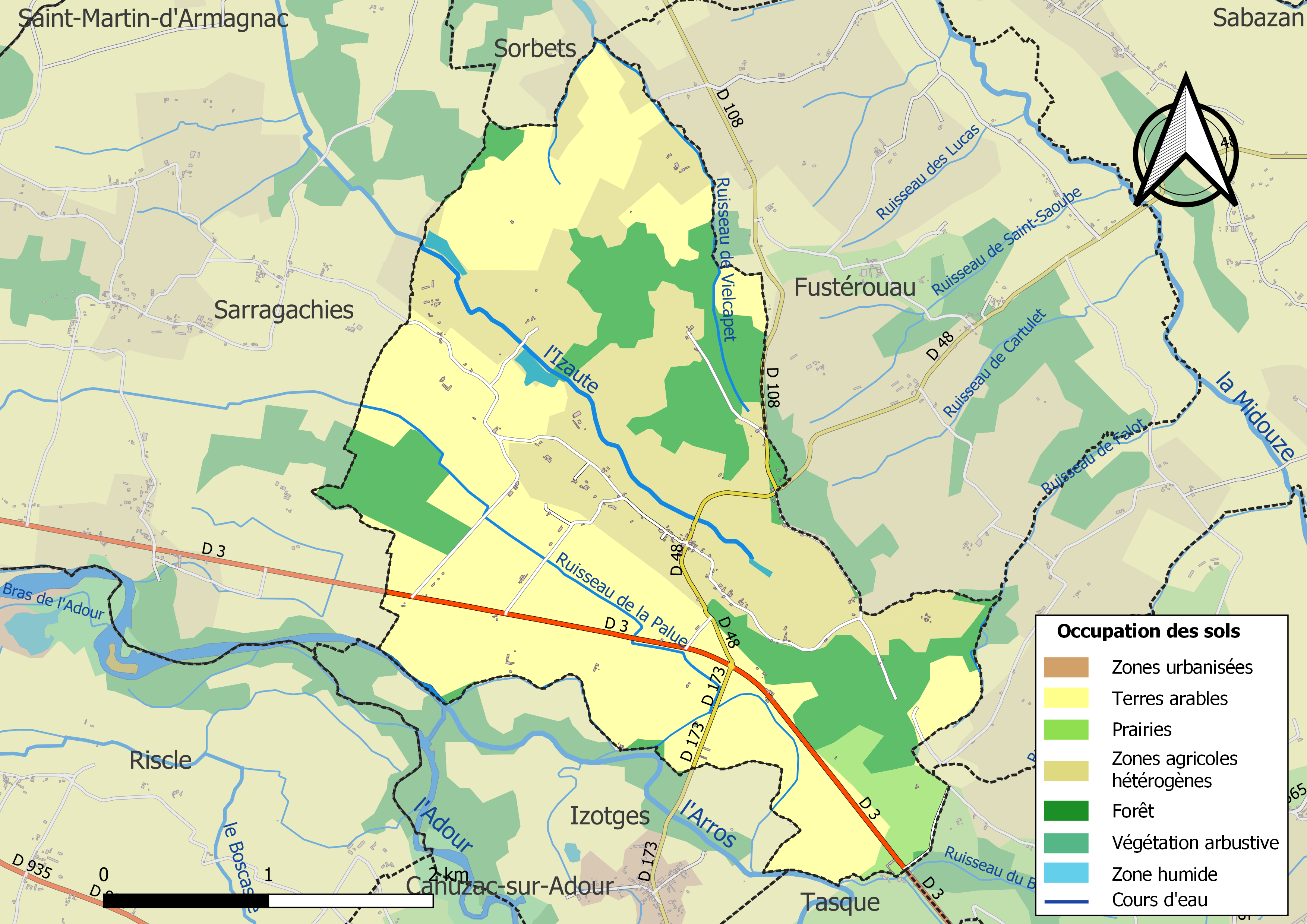
Carte des infrastructures et de l'occupation des sols de la commune en 2018 (CLC).

### Risques majeurs
Le territoire de la commune de Termes-d'Armagnac est vulnérable à différents aléas naturels : météorologiques (tempête, orage, neige, grand froid, canicule ou sécheresse), inondations et séisme (sismicité faible). Un site publié par le BRGM permet d'évaluer simplement et rapidement les risques d'un bien localisé soit par son adresse soit par le numéro de sa parcelle.
Certaines parties du territoire communal sont susceptibles d’être affectées par le risque d’inondation par débordement de cours d'eau, notamment l'Adour et l'Izaute. La cartographie des zones inondables en ex-Midi-Pyrénées réalisée dans le cadre du XIe Contrat de plan État-région, visant à informer les citoyens et les décideurs sur le risque d’inondation, est accessible sur le site de la DREAL Occitanie. La commune a été reconnue en état de catastrophe naturelle au titre des dommages causés par les inondations et coulées de boue survenues en 1983, 1999 et 2009,.

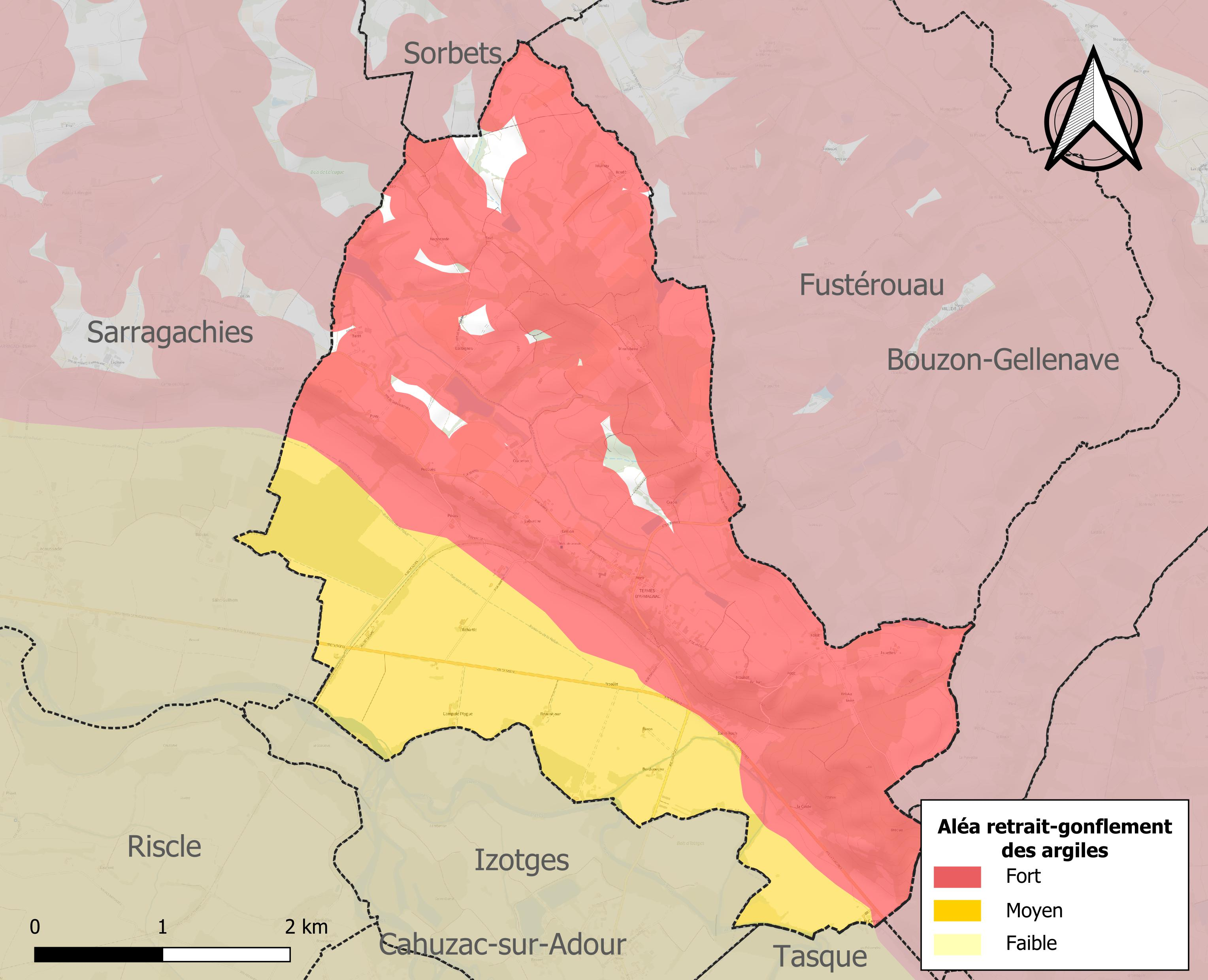
Carte des zones d'aléa retrait-gonflement des sols argileux de Termes-d'Armagnac.

Le retrait-gonflement des sols argileux est susceptible d'engendrer des dommages importants aux bâtiments en cas d’alternance de périodes de sécheresse et de pluie. 97,4 % de la superficie communale est en aléa moyen ou fort (94,5 % au niveau départemental et 48,5 % au niveau national). Sur les 115 bâtiments dénombrés sur la commune en 2019, 115 sont en aléa moyen ou fort, soit 100 %, à comparer aux 93 % au niveau départemental et 54 % au niveau national. Une cartographie de l'exposition du territoire national au retrait gonflement des sols argileux est disponible sur le site du BRGM,.
Par ailleurs, afin de mieux appréhender le risque d’affaissement de terrain, l'inventaire national des cavités souterraines permet de localiser celles situées sur la commune.
Concernant les mouvements de terrains, la commune a été reconnue en état de catastrophe naturelle au titre des dommages causés par la sécheresse en 1989 et par des mouvements de terrain en 1999.

## Toponymie
Thermes-d'Armagnac de 1801 à 1995, (c'est ainsi qu'il est encore écrit par Ernest Nègre dans sa Toponymie générale de la France qui donne pour « terme » un sens local pyrénéen de « colline, tertre »).
Termes : Du latin terminus, de termen, termini (« borne, limite ») avec le suffixe -us, à la frontière du comté d'Armagnac et du Béarn.
Tèrmis d'Armanhac en gascon.

## Histoire
Termes vient du latin terminis : la limite, car la forteresse est située à la frontière du comté d'Armagnac et du Béarn. Dominant la confluence de l'Adour et de l'Arros, elle revêtait une importance stratégique considérable surveillant le domaine de Gaston Fébus, comte de Foix-Béarn.
Du château de Thibaut de Termes d'Armagnac, compagnon de Jeanne d'Arc, il ne reste que le donjon. L'armée qui avait été mise à la disposition de Jeanne de Lorraine comptait beaucoup de Gascons. En foule, ils étaient accourus à l'appel de la Pucelle. Toute la fine fleur de la noblesse de la Gascogne l'a rejointe, à tel point que les Anglais, par dérision, parlèrent de Jeanne l'Armagnacaise.
La rénovation de la Tour de Termes-d'Armagnac a été opérée par André Boingnères, maire de son village natal pendant plus de 20 ans. Cette rénovation permit l'ouverture de la Tour au public et l'organisation d'événements culturels régionaux majeurs, il laissa une empreinte indélébile à Termes-d'Armagnac.

### Liste des maires

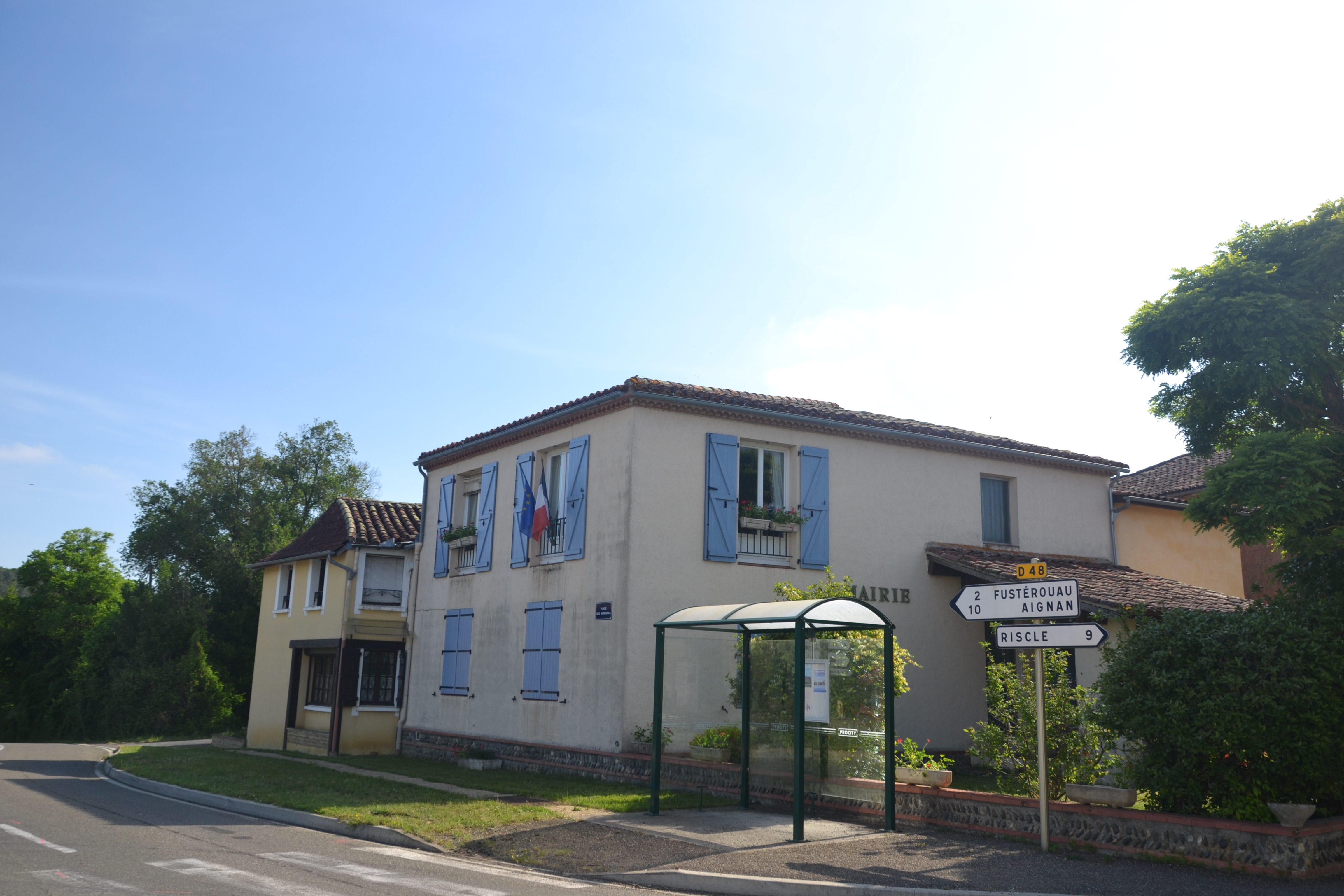
Mairie de Termes-d'Armagnac.

## Population et société

### Démographie
L'évolution du nombre d'habitants est connue à travers les recensements de la population effectués dans la commune depuis 1793. Pour les communes de moins de 10 000 habitants, une enquête de recensement portant sur toute la population est réalisée tous les cinq ans, les populations de référence des années intermédiaires étant quant à elles estimées par interpolation ou extrapolation. Pour la commune, le premier recensement exhaustif entrant dans le cadre du nouveau dispositif a été réalisé en 2007.

En 2022, la commune comptait 199 habitants, en évolution de +5,29 % par rapport à 2016 (Gers : +1,04 %, France hors Mayotte : +2,11 %).
| 1793 | 1800 | 1806 | 1821 | 1831 | 1841 | 1846 | 1851 | 1856 |
| ---- | ---- | ---- | ---- | ---- | ---- | ---- | ---- | ---- |
| 437  | 356  | 448  | 433  | 482  | 444  | 468  | 503  | 451  |

| 1861 | 1866 | 1872 | 1876 | 1881 | 1886 | 1891 | 1896 | 1901 |
| ---- | ---- | ---- | ---- | ---- | ---- | ---- | ---- | ---- |
| 461  | 456  | 394  | 411  | 418  | 406  | 543  | 411  | 415  |

| 1906 | 1911 | 1921 | 1926 | 1931 | 1936 | 1946 | 1954 | 1962 |
| ---- | ---- | ---- | ---- | ---- | ---- | ---- | ---- | ---- |
| 395  | 370  | 307  | 285  | 280  | 272  | 274  | 250  | 228  |

| 1968 | 1975 | 1982 | 1990 | 1999 | 2006 | 2007 | 2012 | 2017 |
| ---- | ---- | ---- | ---- | ---- | ---- | ---- | ---- | ---- |
| 213  | 198  | 192  | 190  | 215  | 201  | 197  | 183  | 191  |

| 2022 | - | - | - | - | - | - | - | - |
| ---- | - | - | - | - | - | - | - | - |
| 199  | - | - | - | - | - | - | - | - |

### Enseignement
Il n'y a plus d'école à Termes. Les écoles et collèges les plus proches sont ceux de Plaisance, Riscle et Aignan. Le lycée est à Nogaro.

## Économie

### Revenus
En 2018  (données Insee publiées en septembre 2021), la commune compte 79 ménages fiscaux, regroupant 152 personnes. La médiane du revenu disponible par unité de consommation est de 19 160 € (20 820 € dans le département).

### Emploi
|                | 2008  | 2013  | 2018  |
| -------------- | ----- | ----- | ----- |
| Commune        | 7,8 % | 7,8 % | 4,6 % |
| Département    | 6,1 % | 7,5 % | 8,2 % |
| France entière | 8,3 % | 10 %  | 10 %  |

En 2018, la population âgée de 15 à 64 ans s'élève à 107 personnes, parmi lesquelles on compte 70,4 % d'actifs (65,7 % ayant un emploi et 4,6 % de chômeurs) et 29,6 % d'inactifs,. En  2018, le taux de chômage communal (au sens du recensement) des 15-64 ans est inférieur à celui de la France et département, alors qu'en 2008 il était supérieur à celui du département et inférieur à celui de la France.
La commune est hors attraction des villes,. Elle compte 44 emplois en 2018, contre 49 en 2013 et 52 en 2008. Le nombre d'actifs ayant un emploi résidant dans la commune est de 73, soit un indicateur de concentration d'emploi de 60,6 % et un taux d'activité parmi les 15 ans ou plus de 46,1 %.
Sur ces 73 actifs de 15 ans ou plus ayant un emploi, 21 travaillent dans la commune, soit 29 % des habitants. Pour se rendre au travail, 86,3 % des habitants utilisent un véhicule personnel ou de fonction à quatre roues, 1,4 % s'y rendent en deux-roues, à vélo ou à pied et 12,3 % n'ont pas besoin de transport (travail au domicile).

### Activités hors agriculture
15 établissements sont implantés  à Termes-d'Armagnac au 31 décembre 2019.
Le secteur des activités spécialisées, scientifiques et techniques et des activités de services administratifs et de soutien est prépondérant sur la commune puisqu'il représente 26,7 % du nombre total d'établissements de la commune (4 sur les 15 entreprises implantées  à Termes-d'Armagnac), contre 14,4 % au niveau départemental.

### Agriculture
|               | 1988 | 2000 | 2010 | 2020 |
| ------------- | ---- | ---- | ---- | ---- |
| Exploitations | 15   | 11   | 7    | 6    |
| SAU (ha)      | 713  | 412  | 282  | 150  |

La commune est dans la Rivière Basse, une petite région agricole occupant une partie ouest du département du Gers. En 2020, l'orientation technico-économique de l'agriculture  sur la commune est l'élevage de volailles. Six exploitations agricoles ayant leur siège dans la commune sont dénombrées lors du recensement agricole de 2020 (15 en 1988). La superficie agricole utilisée est de 150 ha,,.

## Culture locale et patrimoine

### Lieux et monuments

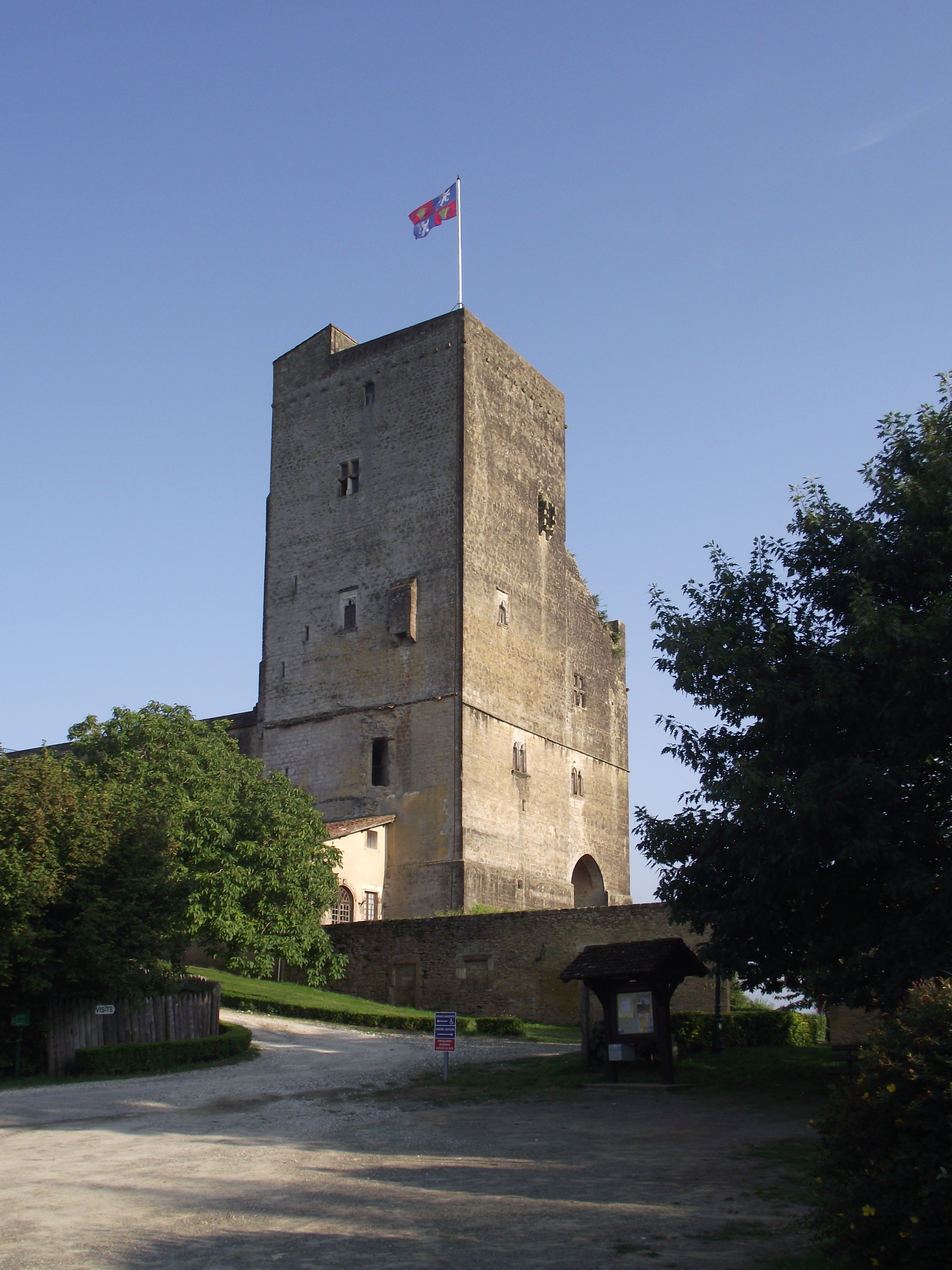
Tour de Termes d'Armagnac

- La tour de Termes-d'Armagnac, classée monument historique[37], est un ancien donjon d'un château du XIIIe siècle. Haute de 36 mètres, elle abrite  six étages et un escalier de 150 marches. La tour domine la vallée de l'Adour et de l'Arros avec une vue panoramique sur les collines de l'Armagnac et du Vic-Bilh. On peut aussi apercevoir à son sommet la chaîne des Pyrénées.
- Un Musée  est situé au sein même de la tour de Termes-d'Armagnac. Il évoque la vie médiévale du XIIIème siècle en Gascogne. Un projet de développement touristique d'envergure a été entamé en 2019, porté par la municipalité et l'association qui gère le site (création d'un stade de joutes équestre, village d'artisan, jardin médiéval...)
- Des animations ponctues la saison estivale : Fêtes  médiévales le 1er week-end d'août, spectacle théâtral , au pied de la tour, tournois de chevalerie...
- L'église Saint-Pierre est un édifice gothique du XVe siècle. Elle a conservé quelques vestiges romans. Elle est dominée par une jolie flèche en ardoise. Elle possède un maître-autel avec retable, un tabernacle, une table de communion en bois peint doré et sculpté du XVIIIe siècle ainsi qu'une cathèdre de style Louis XV.

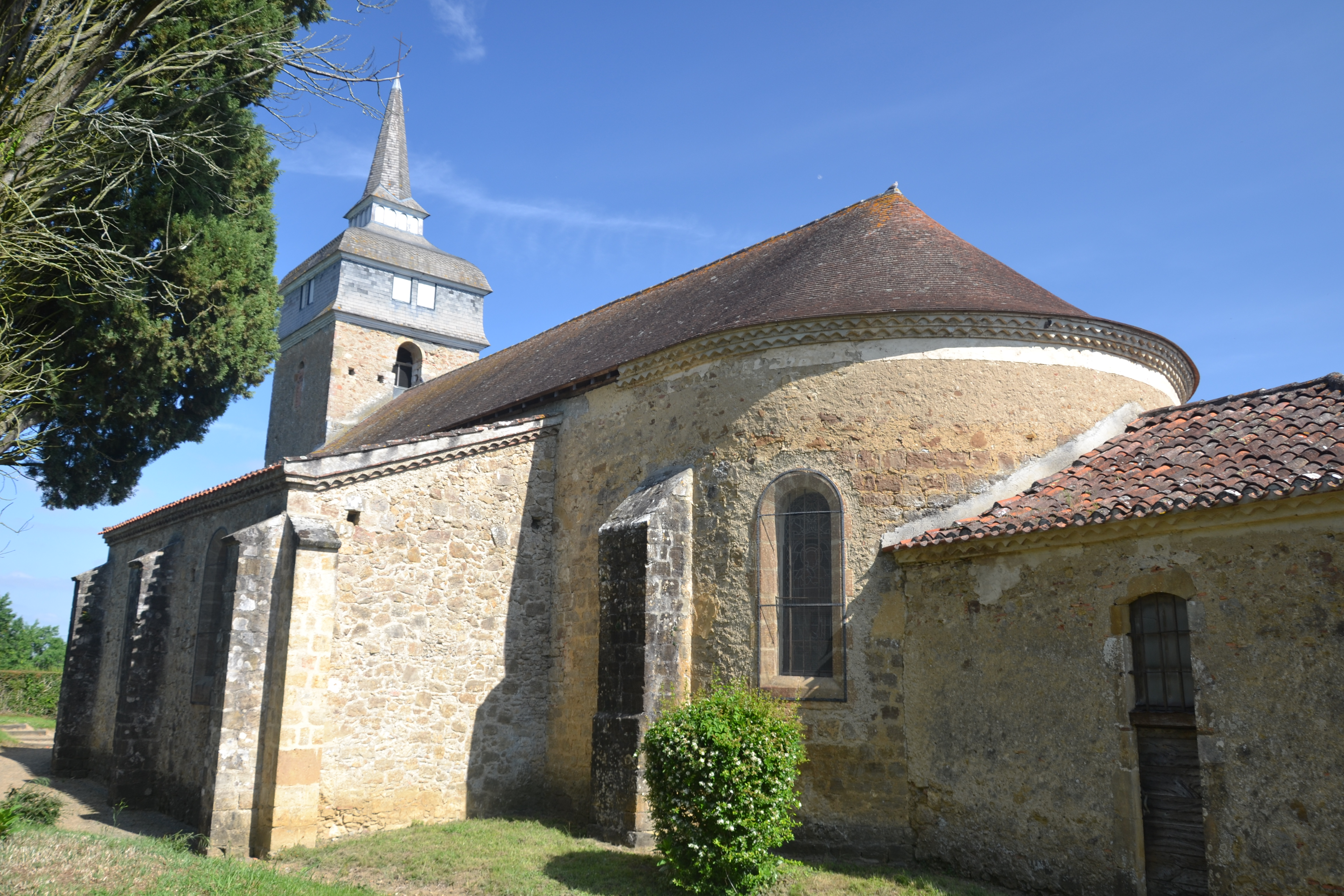
Le chevet de l'église
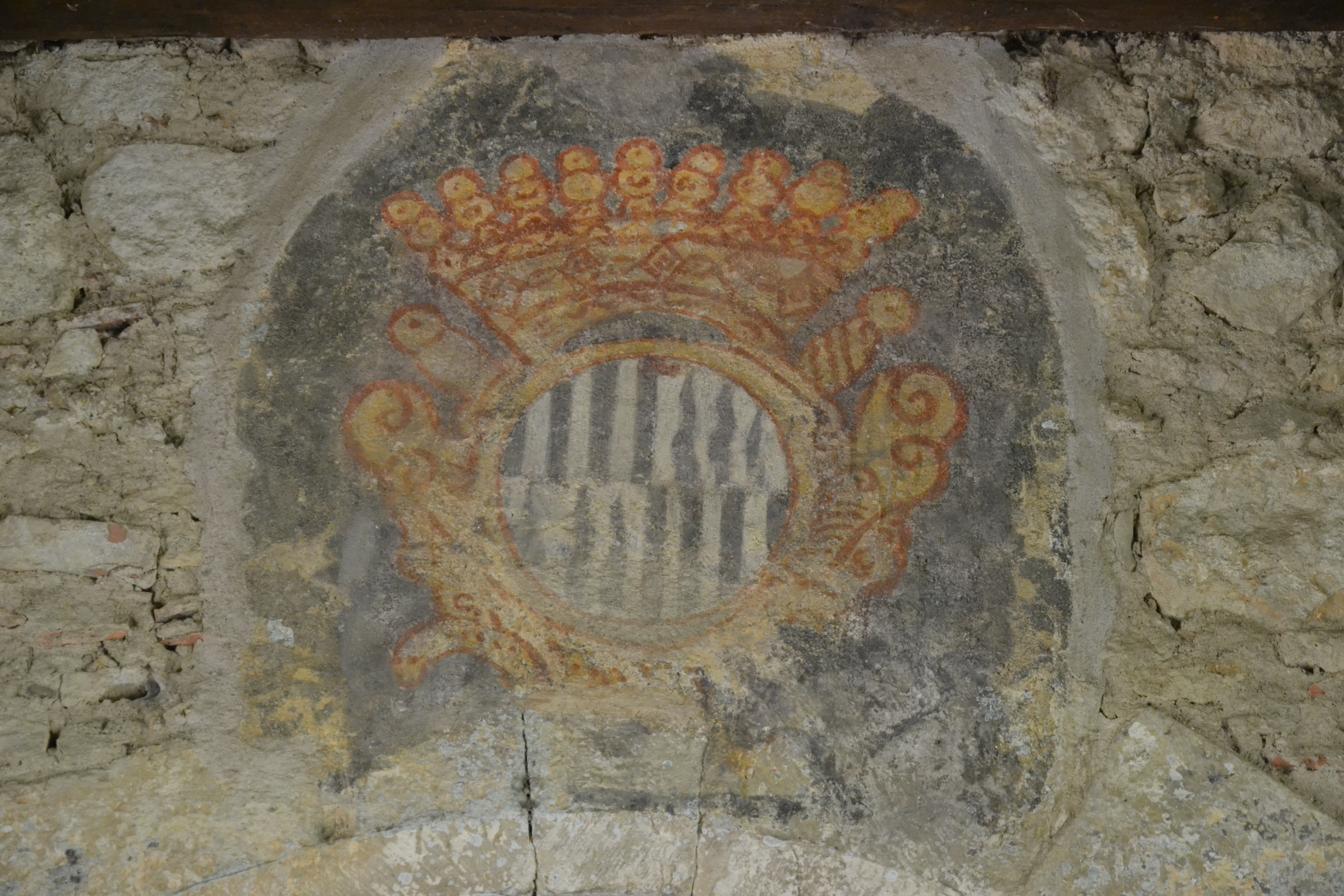
Peinture d'un blason
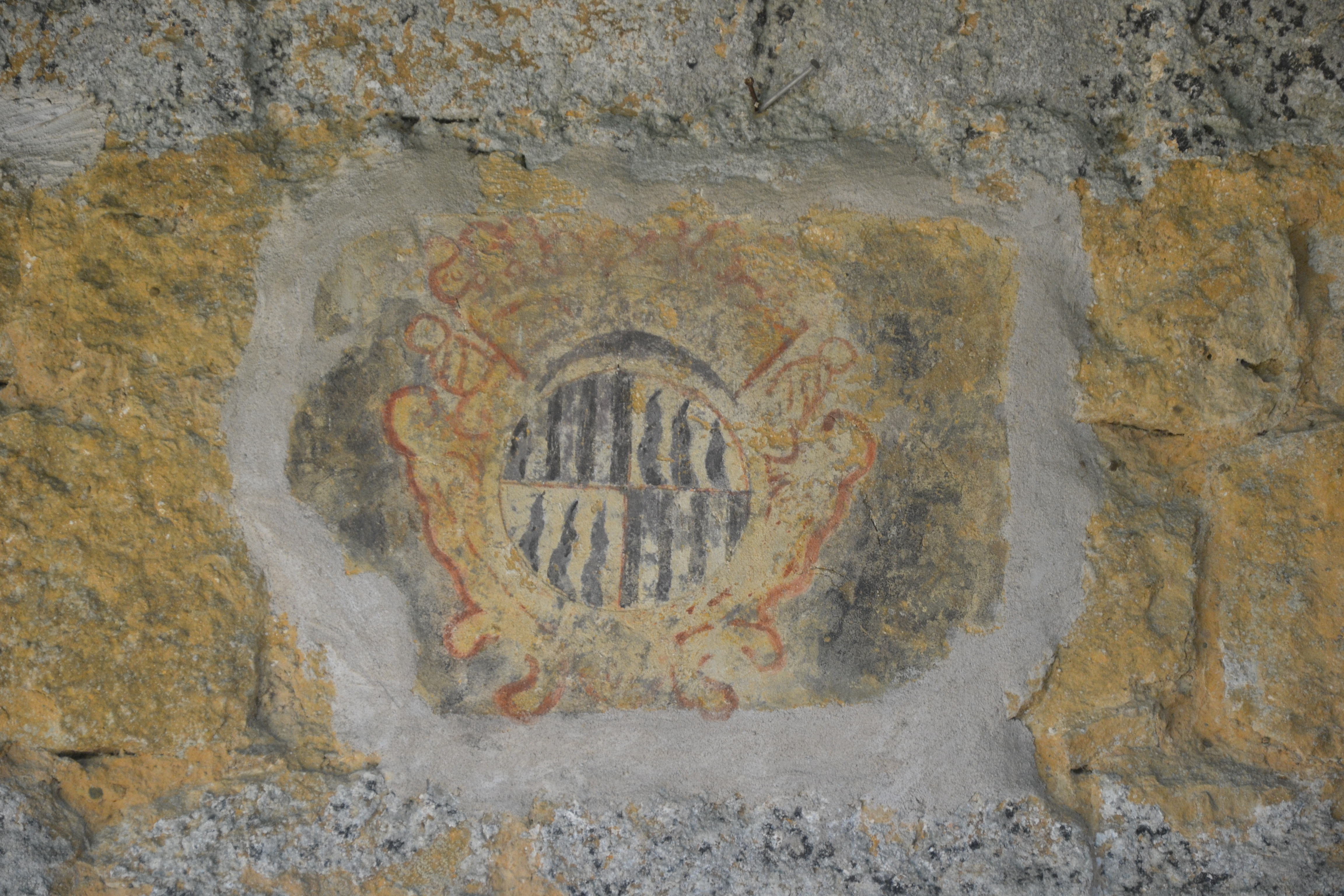
Seconde peinture d'un blason
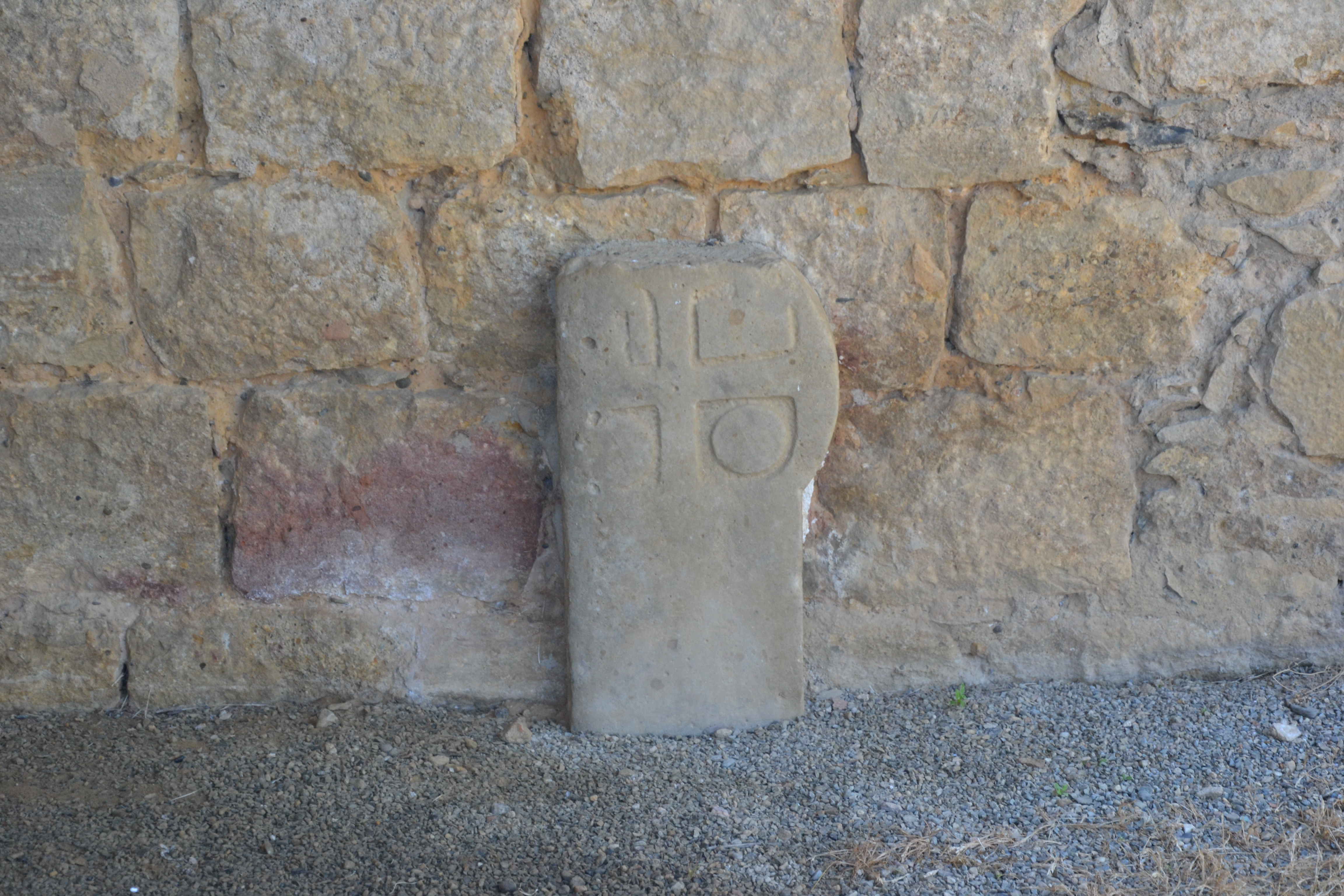
Une stèle avec une croix

### Héraldique
| Blason de Termes-d'Armagnac | Blason  | Parti d'argent au lion contourné de gueules, et de gueules au léopard lionné d'or. |
| Blason de Termes-d'Armagnac | Détails | Le statut officiel du blason reste à déterminer.                                   |

### Personnalités liées à la commune
Thibault d'Armagnac, né au château en 1405, compagnon de Jeanne d'Arc, bailli de Chartres de 1432 à 1457, et mort en 1457.
Le 18 décembre 1756 au château de Termes, Messire François de Labarthe et Dame Marianne de St-Lary Bellegarde, mariés, habitants dudit château, rappellent que dans le contrat de mariage de leur fils aîné Antoine avec Claudine de Bretous, du 12 janvier 1750, ils ont institué celui-ci leur héritier universel à charge de payer la légitime à ses frères, dont 1200 livres sont réservés dans l'immédiat à François-Louis, frère cadet d'Antoine, chanoine de Sarlat et vicaire général de cet évêché, afin de se meubler et de soutenir son état. Et le 24 juillet 1764 dans le même château Messire François de Labarthe, veuf, émancipe son fils le Chevalier Henri de Labarthe afin qu'il puisse toucher sa légitime maternelle de la part de son frère aîné, sur la vente de la terre de Lamazère.